# Mar Ulldemolins i Sarret
Mar Ulldemolins i Sarret (Valls, 1980) és una actriu de teatre, cinema i sèries de televisió catalana. Graduada el 2002 al Col·legi de teatre de Barcelona, la fama li arribà gràcies a la seva intervenció a la sèrie Ventdelplà. L'any 2008 fou nomenada Vallenca de l'any. També ha fet teatre i ha participat en algunes pel·lícules i sèries de televisió. Ha guanyat dos premis butaca per El joc de l'amor i de l'atzar i per Arcàdia, així com i El premi de la crítica per Marits i mullers i Incerta Glòria.

## Premis i reconeixements
Els anys 2007 i 2014 va obtenir el Premi Butaca a la millor actriu de repartiment per les obres Arcàdia i El joc de l'amor i de l'atzar. El 2008 se li va concedir el premi "Vallenc de l'any".

## Teatre
- Començar, com a Laura. Dir: Pau Carrió. Sala Villarroel. 2021
- Sopar amb batalla. Dir: Jordi Casanovas. Teatre Borràs. 2020
- El mètode Gronhölm. Dir: Sergi Belbel. Teatre Poliorama. 2020
- Bull. Dir: Pau Roca. La Villarroel. 2018￼
- Les Noces de Fígaro com a Susanna. Dir: Lluís Homar. Teatre Lliure. 2016-2017.
- Inframón com a detectiu Morris. Dir: Juan Carlos Martel. Lliure de gràcia. 2016.
- Victòria. Dir: Pau Miró. Teatre Nacional. 2016.
- Ausencias. Dir: Jordi Oriol. En gira.2016
- Marits i Mullers. Dir: Àlex Rigola. Sala Villarroel. 2016
- Penso en Yu. Dir Imma Colomé. Sala Beckett. Grec 2015.
- Incerta Glòria com a Trini. Dir: Àlex Rigola. Teatre Nacional de Catalunya, 2015.
- L'art de la comèdia. Dir: Lluís Homar. Teatre Nacional de Catalunya, 12/02-12/04 2015.
- El Joc de l'amor i de l'atzar. Dir: Josep Maria Flotats. Teatre Nacional de Catalunya, 2014. Teatre María Guerrero, 2015.
- El dubte. Dir: Sílvia Munt. Teatre Poliorama. 2013.
- Cock. Dir: Marta Angelat. Teatre Capitol, 2012
- L'Arquitecte, com a Dorothy. Dir: Julio Manrique. Teatre Lliure, 2011.
- Paret Marina/T5, monòleg. Dir: Marta Angelat. Temporada Alta Girona, 2010.Sala Beckett 2011.
- Electra, com a Crisòtemis i cor. Dir: Oriol Broggi. Teatre Nacional de Catalunya, 2010.
- Ilíada. Dir: Tom Bentley. Biblioteca de Catalunya, 2009.
- European House, com a Ofèlia. Dir: Àlex Rigola, 2008.
- Les suplicants, com a Danae. Dir: Rafel Duran. Sala Muntaner, 2008.
- Rock'n'roll, com a Alice. Dir: Àlex Rigola. Teatre Lliure, 2008.
- Arcàdia, com a Thomasina. Dir: Ramon Simó i Vinyes. Teatre Nacional, 2007.
- Carnaval, com a Laura. Dir: Sergi Belbel. Teatre Romea, 2006.
- Finestra tancada. Dir: Carme Portaceli. Teatre Lliure, 2006.
- Jocs de paciència, com a Samira. Dir: Pep pla. Espai Brossa, 2005-2006.
- Casa i jardí, com a Sally. Dir: Ferran Madico. Teatre Fortuny i Bertrina, 2005.
- Raccord, com a Júlia, laura, Una. Dir: Carme Portaceli. Teatre Nacional, 2005.
- Teatre sense animals. Dir: Sergi Belbel. Obra en gira, 2004.
- Esthetic Paradise, com a Sofia. Dir: Carol López. Sala Beckett, 2004.
- Això és una cadira, com a Muriel. Dir: Brigitte Luik. Artenbrut, 2004.
- Les amargues llàgrimes de Petra von Kan, com a filla. Dir: Manel Dueso. Sala Muntaner, 2003-2004.
- Refugi, com a Becca. Dir Oriol Broggi. Sala Beckett, 2003.

## Cinema
- Estocolm, (2003), com a Paula. Dir: Orestes Lara
- Les dues vides d'Andrés Rabadán, (2008), com a Carmen. Dir: Ventura Durall
- Xtrems, (2009), com a Ester jove. Dir: Abel Folk, Joan Riedweg
- Clara Campoamor, la dona oblidada, (2010), com a Justina. Dir: Laura Mañá.
- Mil cretins (2010). Dir: Ventura Pons.

## Televisió
- Majoria absoluta, (2004) com a Janis.
- Ventdelplà, (2005-2010) com a Mònica. Dir: Lluís Maria Güell, Jesús Segura, i Enric Baquer.
- Vinagre, (2008)
- MIR, (2008-2009) com a Lea.
- Les veus del Pamano, (2009) com a Rosa.
- La sagrada família, (2011) com a Sílvia.
- Gran Nord, (2012)
- Hospital Central (2012) com a Marga.
- Les coses grans (2013-2016) com Martínez
- El Ministerio del Tiempo (2015-2020) com a Maite (dona de Julián)
- Nit i Dia, (2016-2017) com a Carmen García. Dir: Manel Huerga, Oriol Paolo, Menna Fité.
- 5 minuts tard, (2019) com a Mireia
- Jo també em quedo a casa, (2020) com Marina

## Clips musicals
- L'eclipsi - (Buhos)
- Collarets de Llum - Rauxa
- Tengo, tengo - (Pastora)